# Mateusz I Lotaryński
Mateusz I Lotaryński (ur. ok. 1110, zm. 13 maja 1176) – książę Lotaryngii od 1139, syn Szymona I i Adelajdy, córki Henryka III, grafa Leuven.
Gdy Mateusz przejmował władzę w księstwie, na tron Niemiec wstąpiła nowa dynastia – Hohenstaufowie. Książę poślubił Judytę (ok 1123 – ok. 1194), bratanicę cesarza Konrada III i siostrę Fryderyka Barbarrosy, przez co łączność pomiędzy Lotaryngią i cesarstwem została umocniona. Książę brał udział w wyprawie Fryderyka po koronę cesarską w 1155 oraz w walkach toczonych przez cesarza z papieżem Aleksandrem III i wspierającymi go królami Francji i Sycylii. Mateusz I był w nieustannym konflikcie z biskupami Toul, pomimo tego książę dokonywał licznych darowizn na rzecz Kościoła i ufundował kilka klasztorów, w tym opactwo w Clairlieu, w którym został pochowany razem ze swoją żoną.

## Potomstwo
Ze związku z poślubioną ok. 1138 Bertą (Judytą), Mateusz I doczekał się siedmiorga dzieci:
- Szymon II – następca w księstwie Lotaryngii,
- Fryderyk I, hrabia Bitsch i sukcesor Szymona II
- Judyta (1140 – 1173), żona (od 1170) Stefana II, hrabiego Auxonne,
- Alicja (1145 – 1200), żona (od 1165) Hugona III księcia Burgundii,
- Teodoryk (zm. 1181), biskup Metzu (1174 – 1179),
- Mateusz (zm. 1208), hrabia Toul,
- NN (córka) – zmarła młodo.